# اندرو استیل
اندرو استیل (انگلیسی: Andrew Steele؛ زادهٔ ۱۹ سپتامبر ۱۹۸۴) ورزشکار دو و میدانی اهل بریتانیا است.